# Domkyrkobrunnen

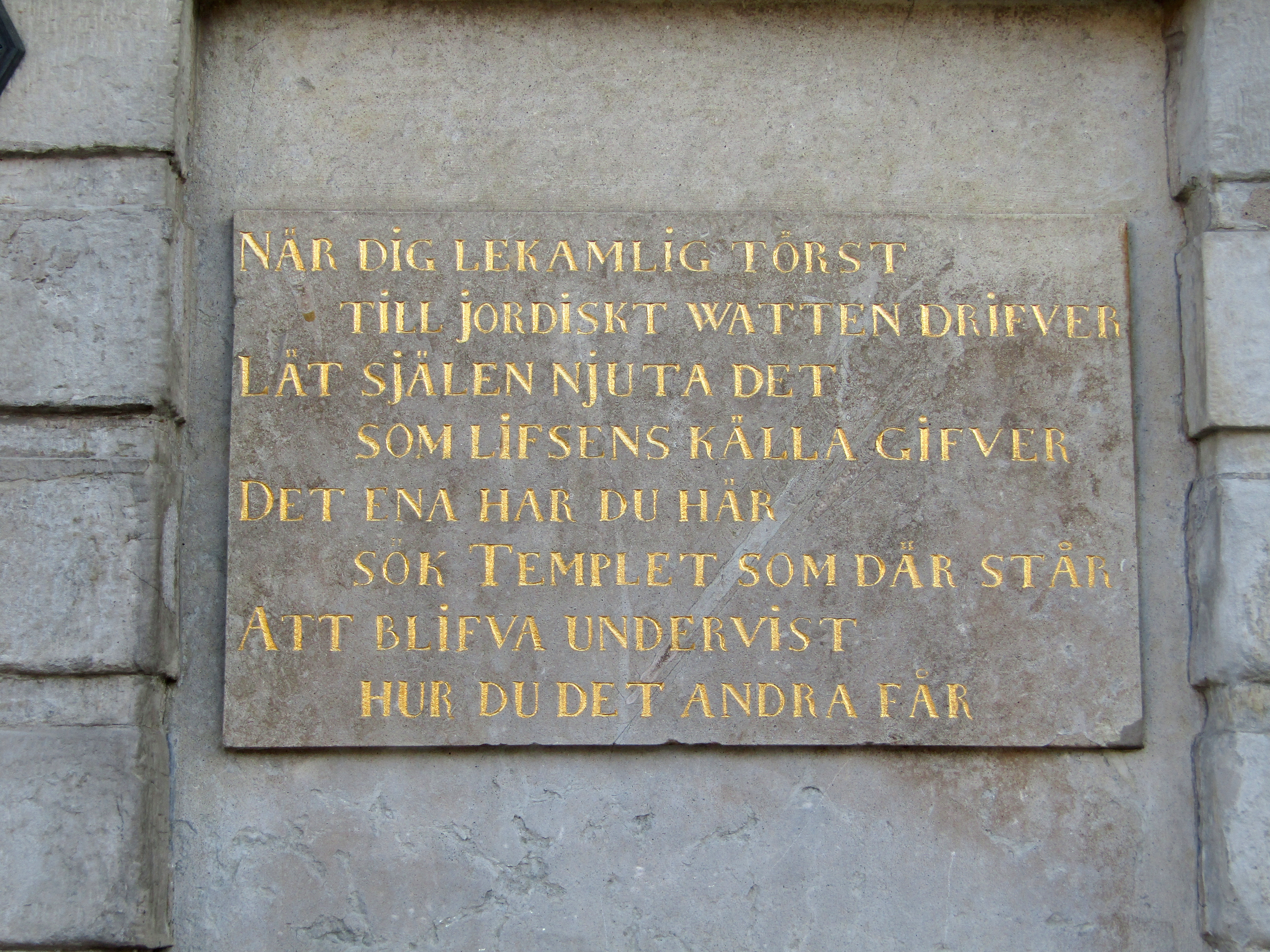
Inskriptionen

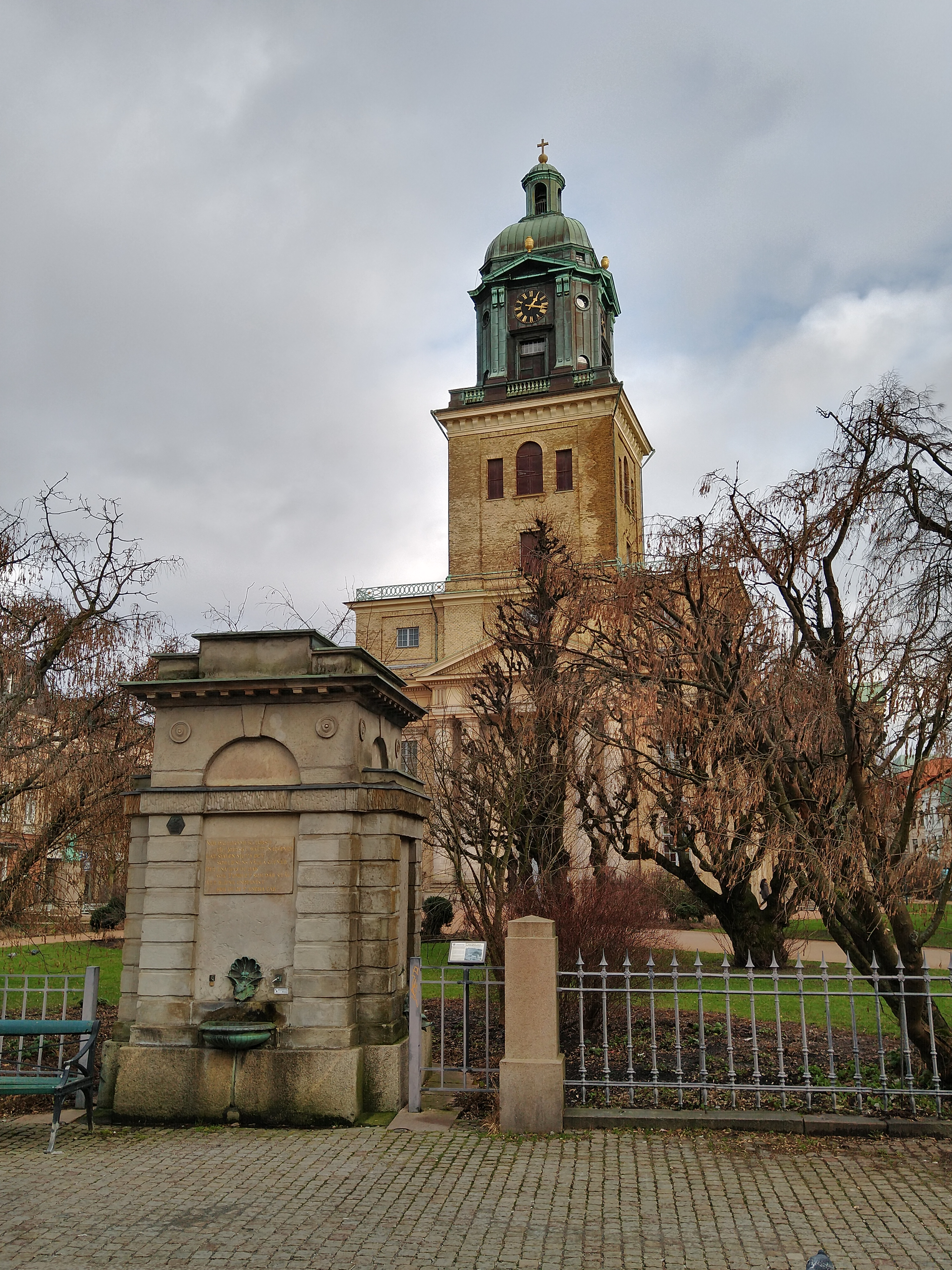
Domkyrkobrunnen med Domkyrkan i bakgrunden.

Domkyrkobrunnen, är ett brunnshus på Domkyrkoplanens sydvästra sida, vid Västra Hamngatan i centrala Göteborg. Brunnen blev den 21 december 1973 byggnadsminne enligt Kulturmiljölagen.
Brunnen uppfördes år 1816, ritades av stadsarkitekten Jonas Hagberg och var ett tappställe till vattenledningen från Kallebäcks källa. I början av 1890-talet ville man riva brunnshuset, men en motaktion räddade den och istället restaurerades den 1894. Ursprungligen stod brunnshuset alldeles vid kanten av Västra Hamngatan, men sedan Västra Hamnkanalen lagts igen 1905 flyttades det 1967 till sin nuvarande plats, där tidigare bysten av domprosten Peter Wieselgren stod. Domkyrkobrunnen restaurerades år 1993.
Domkyrkobrunnen ersatte ett tappställe i sten vid domkyrkans kyrkogårdsmur mot Kungsgatan, som redan 1789 anslutits till Kallebäcks källa.  

## Inskriptionen
På brunnen finns följande inskription:
När dig lekamlig törst
till jordiskt watten drifver
Låt själen njuta det
som lifsens källa gifver
Det ena har du här
sök Templet som där står
Att blifva undervist
hur du det andra får